# اچ‌ام‌اس کمبلتاون (اف۸۶)
اچ‌ام‌اس کمبلتاون (اف۸۶) (به انگلیسی: HMS Campbeltown (F86)) یک کشتی است که طول آن 148.1 m (486 ft 9 in) می‌باشد. این کشتی در سال ۱۹۸۷ ساخته شد.